# جین ایر (فیلم ۱۹۳۴)
جین ایر (انگلیسی: Jane Eyre) فیلمی در ژانر درام است که در سال ۱۹۳۴ منتشر شد.

## بازیگران
- ویرجینیا بروس
- کالین کلایو
- برل مرسر
- آیلین پرینگل
- جین دارلینگ
- لایونل بلمور
- ریچارد کواین
- کلاریسا سلوین
- ویلیام بورِس
- دیوید تورنس